# ريتشارد إس. أرنولد
ريتشارد إس. أرنولد (بالإنجليزية: Richard S. Arnold)‏ هو قاضي ومحامي أمريكي، ولد في 26 مارس 1936 في تيكساركانا في الولايات المتحدة، وتوفي في 23 سبتمبر 2004 في روشستر في الولايات المتحدة بسبب لمفوما.